# آلتو کلرادو
آلتو کلورادو (به اسپانیایی: Alto Colorado) یک منطقهٔ مسکونی در شیلی است که در پیچیلمو واقع شده‌است.